# Stará Ves (Bílovec)

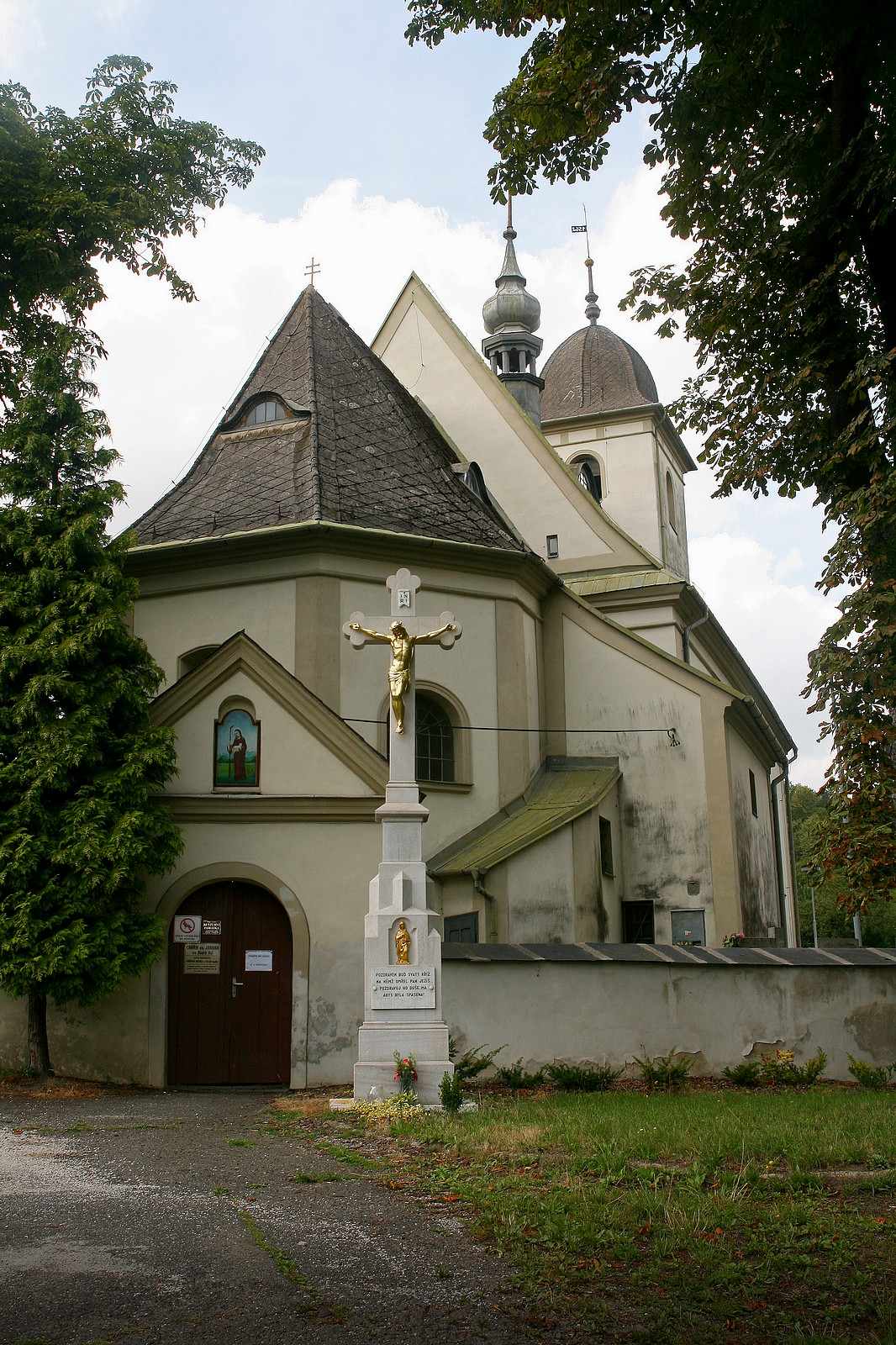
Kirche Jakobus des Älteren

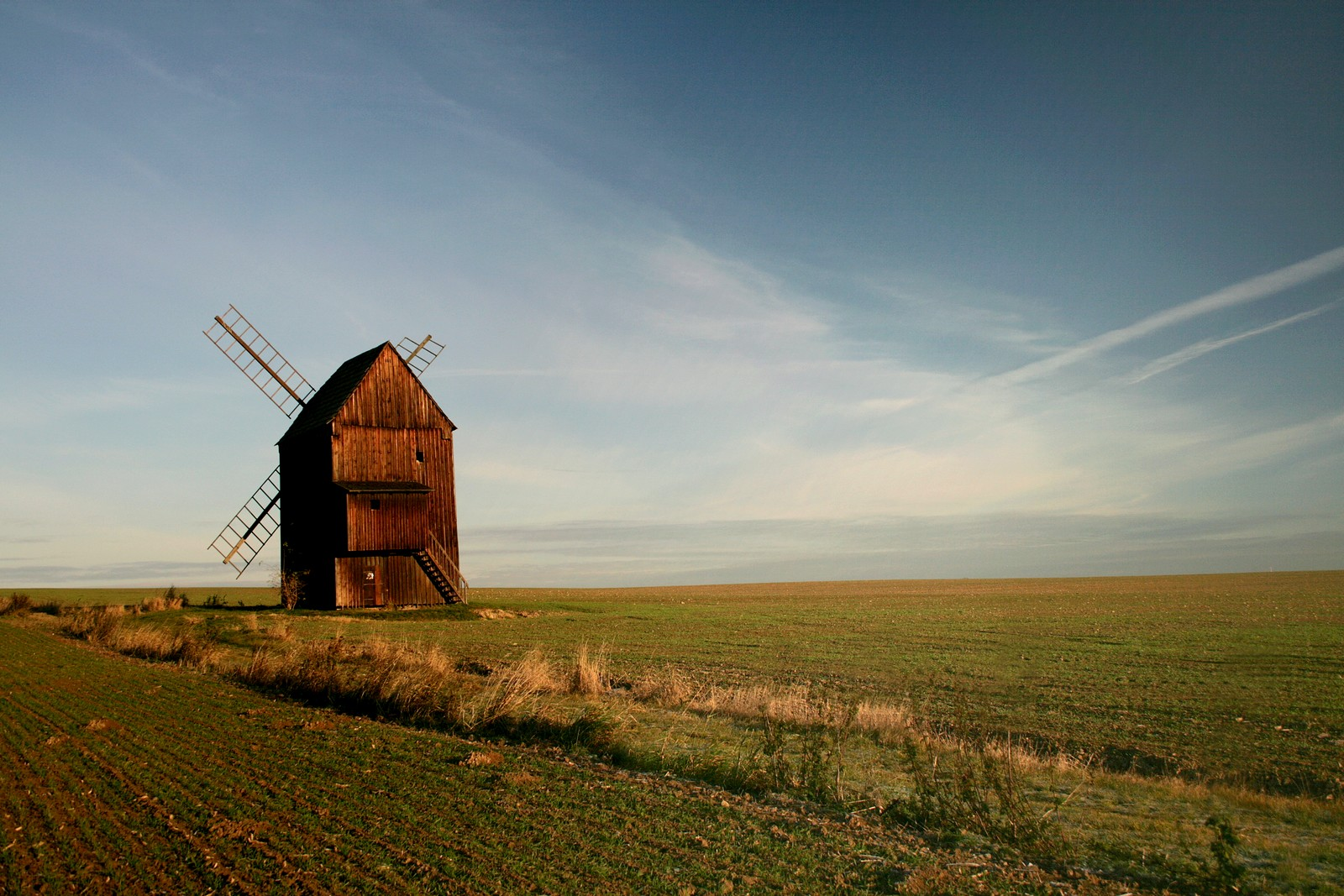
Windmühle

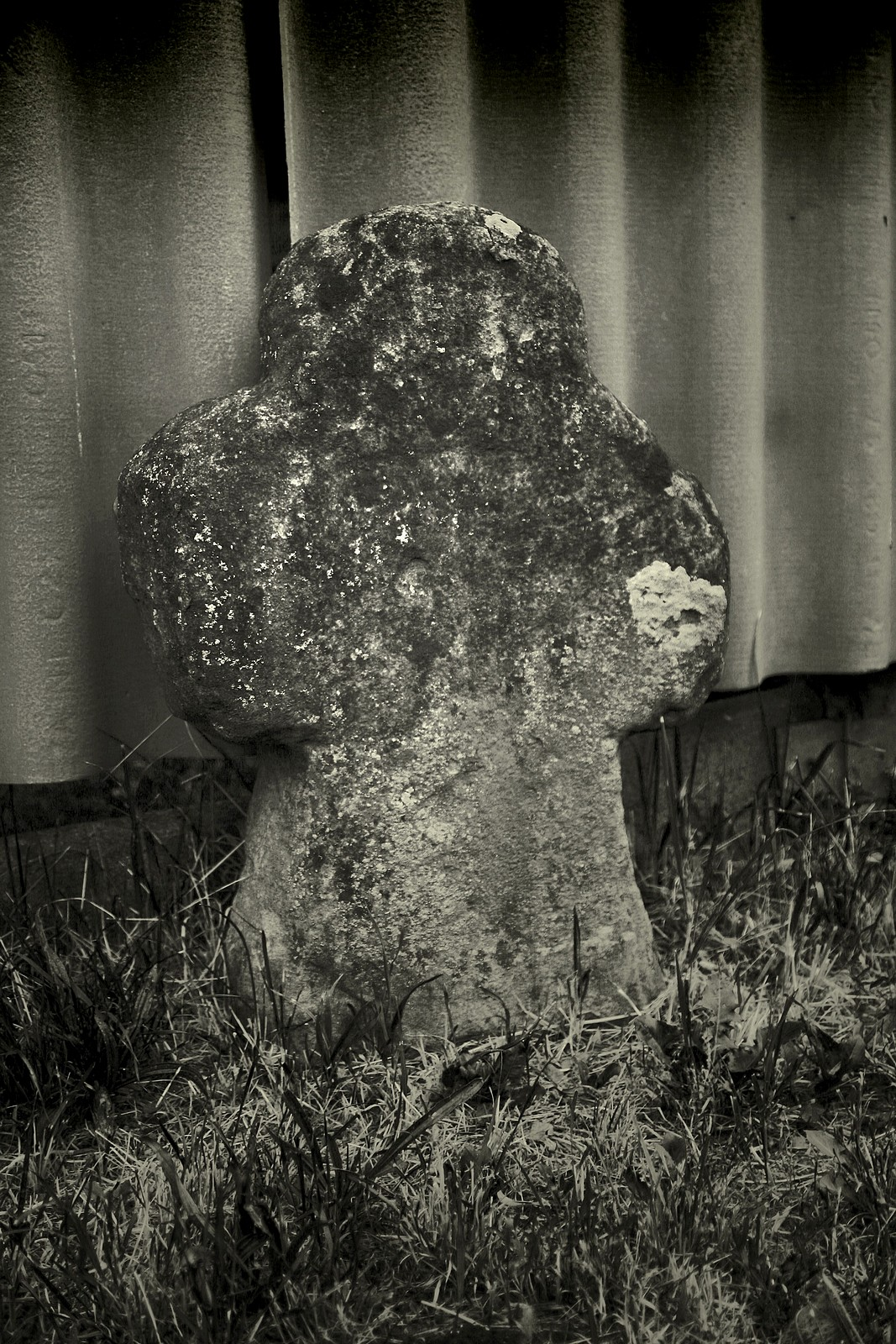
Sühnekreuz

Stará Ves (deutsch Altstadt) ist ein Ortsteil der Stadt Bílovec in Tschechien. Er liegt drei Kilometer nordwestlich von Bílovec und gehört zum Okres Nový Jičín.

## Geographie
Stará Ves befindet sich in der Vítkovská vrchovina (Wigstadtler Bergland). Das Waldhufendorf erstreckt sich auf einer Länge von ca. sechs Kilometern im Tal der Bílovka (Wagbach), der im Ort der Skřípovský potok und die Slatina zufließen. Durch das Dorf führt die Staatsstraße II/463 zwischen Bílovec und Hradec nad Moravicí. Nordöstlich erheben sich der Patajský vrch (400 m n.m.) und die Bílovecká hůra (400 m n.m.), im Osten die Na Výšině (393 m n.m.), südlich der Návrsí (404 m n.m.), im Südwesten die Náplatka (432 m n.m.) sowie nordwestlich die Příčnice (506 m n.m.), die Kozí hrby (488 m n.m.) und die Kuchyňka (458 m n.m.). Stará Ves liegt im Naturpark Oderské vrchy.
Nachbarorte sind Slatina und Nový Svět im Norden, Karlovice und Tísek im Nordosten, Lubojaty, Annin Dvůr, Údolí Mladých und Radotín im Osten, Bílovec, Jablůňka und Hubleska im Südosten, Bravinné im Süden, Dolní Nový Dvůr und Lukavec im Südwesten, Horní Nový Dvůr im Westen sowie Požaha, Leskovec, Vilémův Důl und Ohrada im Nordwesten.

## Geschichte
Archäologische Funde belegen eine jungsteinzeitliche Besiedlung der Gegend. Das heutige Dorf wurde vermutlich zwischen 1245 und 1280 gegründet. Im Mittelalter bestanden bei Stará Ves zwei kleinere Burganlagen: die größere auf dem Sporn Dorňákův kopec über dem Abzweig nach Ohrada, die andere unweit davon – gegenüber der Kirche – auf dem Hradní vrch (Burghügel) über der Ferienhauskolonie Na vyhlídce am Abzweig nach Slatina. Sie wurden vermutlich zu Beginn des 13. Jahrhunderts angelegt und erloschen im 15. Jahrhundert. Im Jahre 1316 belehnte König Johann von Luxemburg Wok I. von Krawarn mit dem Gebiet um Fulnek, Bílovec und Klimkovice. Es wird angenommen, dass sich das ursprüngliche Herrschaftszentrum vor der Stadtgründung von Woogstadt in Stará Ves befand.
Die erste urkundliche Erwähnung von Stara Wes erfolgte im Jahre 1378, als Drslav II. von Krawarn auf Fulnek das Dorf zusammen mit der Mühle Osluw mlejn zeitlebens dem Troppauer Gerichtskämmerer Mikuláš von Lubojaty überließ. 1389 stiftete Beneš von Krawarn dem von ihm gegründeten Augustiner-Chorherrenstift Fulnek die Dörfer Tyrn und Eilowitz, die Salzbänke in Fulnek und weiteres Zubehör. Latzek von Krawarn auf Helfenstein und Johann von Krawarn erweiterten die Stiftung 1391 um die Dörfer Stara Wes und Below. Ladislaw von Krawarn überließ dem Augustinerstift 1399 noch das Dorf Petrowitz. Die Herren von Krawarn hielten aber weiterhin die Lehnsherrschaft über die Stiftsdörfer. Die erste hölzerne Kirche wurde um 1400 errichtet. Die Aufsicht über die Wirtschaft vor Ort führte ein Vogt; 1448 bestätigte Propst Augustin dem Vogt in Aldenstadt die alten Rechte und Privilegien.
Johann von Zierotin, der die Herrschaft Fulnek 1475 vom Troppauer Herzog Viktorin gekauft hatte, ließ sowohl seine Herrschaft als auch die Stiftsgüter anstatt in der Troppauer Landtafel in der mährischen Landtafel in Olmütz einlegen. Nachdem 1480 gleiches auch mit der Herrschaft Odra erfolgen sollte, brach zwischen den Troppauer und den mährischen Ständen ein Grenzstreit aus. Am 28. Oktober 1481 verglich sich Herzog Viktorin mit den Vertretern der mährischen Stände, Bischof Protasius und Landeshauptmann Ctibor von Cimburg darüber, dass die Oder die Grenze zwischen dem Herzogtum Troppau und der Markgrafschaft Mähren bilden sollte und die Herrschaften Fulnek und Odra damit beim Herzogtum Troppau verbleiben sollten. Die vorgesehene endgültige Entscheidung erfolgte jedoch nicht. Zur Beilegung des weiter anhaltenden Streites wurde 1493 eine neue Grenzziehung zwischen Mähren und Schlesien vorgenommen, bei der die Herrschaft Fulnek endgültig der Markgrafschaft Mähren zugeschlagen und die Dörfer Petrowitz, Altstadt, Bielowetz, Bielau, Eilowitz, Luck und Tyrn bei Schlesien verblieben.
Der Propst Peter von Neiße schloss 1582 mit den Untertanen in Stara Wes einen Vergleich über die Robot. Seit 1618 fand überwiegend der deutsche Ortsname Altstadt Verwendung. Zwischen 1655 und 1771 wurde der Ort auch als Altstadium sowie zwischen 1798 und 1805 als Altdorf bezeichnet. Das älteste Ortssiegel stammt von 1706; es zeigt einen Pflug. Seit 1738 ist in Altstadt ein eigener Lehrer nachweislich, zuvor wurden die Kinder in Schlatten unterrichtet. Der Probst Casimir Johann Barwig ließ in der Mitte des 18. Jahrhunderts in Petrowitz ein Barockschlösschen errichten, das als Herrschaftssitz der schlesischen Güter der Fulneker Augustiner-Chorherren diente. Im Zuge der Josephinischen Reformen wurde das Stift Fulnek 1784 unter dem 29. Probst Dominik Ambrosoni von Freiberg aufgehoben und seine Güter dem Religionsfonds übertragen. Dieser veräußerte bis 1788 den ehemaligen Grundbesitz des Stiftes an die örtlichen Bauern. Auf den Fluren der Wüstung Požahy entstand zum Ende des 18. Jahrhunderts eine Häusergruppe. 1825 verkaufte die k. k. Staatsgüterveräußerungskommission die schlesischen Güter des ehemaligen Stiftes Fulnek als Gut Luk und Petrowitz an den Besitzer der Primogenitur-Pekuniar-Fideikommissherrschaft Fulnek mit Groß Glockersdorf, Klein Glockersdorf und Stettin, Karl Joseph Czeike von Badenfeld.
Im Jahre 1834 bestand das im engen Talgrund gelegene Dorf Altstadt aus 118 größtenteils hölzernen Häusern, in denen 868 deutschsprachige Personen lebten. Haupterwerbsquelle bildete der wenig ertragreiche Ackerbau. Im Ort gab es eine Filialkirche, eine Schule, ein Erbgericht, zwei dem Erbrichter zinsende Wassermühlen (Mittelmühle und Niedermühle), eine Brettsäge und eine Windmühle. Pfarrort war Schlatten. Amtsdorf der Minderherrschaft Petrowitz war Luk. Christian Freiherr von Stockmar, der 1842 die Herrschaften Fulnek und Petrowitz erworben hatte, legte beide Herrschaften zusammen und verlegte die Verwaltung von Luk nach Fulnek.
Nach der Aufhebung der Patrimonialherrschaften bildete Altstadt / Stará Ves ab 1849 eine Gemeinde im Gerichtsbezirk Wagstadt. Ab 1869 gehörte Altstadt zum Bezirk Troppau. Zu dieser Zeit hatte das Dorf 921 Einwohner und bestand aus 135 Häusern. Die Gründung der Freiwilligen Feuerwehr erfolgte 1891. Im Jahre 1893 wurde eine neue Dorfschule eingeweiht, finanziert wurde der Schulbau vom Besitzer der Grundherrschaft Schlatten und der Vogtei Altstadt, Reichsritter do Buer. 1896 wurde die Gemeinde dem neu gebildeten Bezirk Wagstadt zugeordnet. Im Jahre 1900 lebten in Altstadt einschließlich der Siedlung Poschaha / Kolonie 923 Personen; 1910 waren es 956. 1906 entstand in Poschaha eine Filialschule. Beim Zensus von 1921 lebten in den 165 Häusern des Dorfes 941 Menschen, darunter 843 Deutsche und 89 Tschechen. Im Jahre 1930 bestand die Gemeinde Altstadt aus 181 Häusern und hatte 918 Einwohner; 1939 waren es 892. In den 1930er Jahren bestanden in Altstadt die Schreibfedernfabrik Willert (ERWI), vier Wirtshäuser, zwei Darlehnskassen, eine Wassermühle, ein Dampfsägewerk und die alte Vogtei. Das Dorf wurde von der Buslinie Troppau – Wagstadt befahren. Die Bezirksstraßenverwaltung betrieb einen großen Basaltsteinbruch mit Schotterwerk. In der Gemeinde wurden zwei deutsche und drei tschechische Schulen unterhalten, drei davon in der Kolonie Waldheim / Požaha. 1936 entstand in Waldheim ein neues Schulhaus für die tschechischen Schulen. Nach dem Münchner Abkommen wurde die überwiegend deutschsprachige Gemeinde 1938 dem Deutschen Reich zugesprochen und gehörte bis 1945 zum Landkreis Wagstadt. Die tschechische Schule in Waldheim wurde noch 1938 geschlossen. Vor der heranrückenden Front wurde der größte Teil der Einwohner im April 1945 in die Oderberge bei Stadt Liebau evakuiert. Am 30. April 1945 nahm die Rote Armee das Dorf nach heftigen Kämpfen, bei denen ein Großteil der Häuser beschädigt wurde, ein. Nach dem Ende des Zweiten Weltkrieges kam Stará Ves zur Tschechoslowakei zurück. Die deutschsprachige Bevölkerung wurde 1945/46 zum größten Teil vertrieben, die neuen tschechischen Siedler kamen aus Ostrava, der Walachei und der Kischütz. 1949 erfolgte die Gründung einer JZD, der letzte private Landwirt wurde 1958 kollektiviert. Im Jahre 1950 hatte die Gemeinde 715 Einwohner. Bei der Gebietsreform von 1960 wurde der Okres Bílovec aufgehoben und die Gemeinde unter dem neuen Namen Stará Ves u Bílovce in den Okres Nový Jičín eingegliedert. Die JZD Stará Ves wurde 1966 mit den Staatsgütern Bílovec und Požaha in den Großmastverbund Velkovýkrmny Bílovec eingegliedert. Um 1970 wurde die historisch bedeutsame Vogtei abgerissen, kurz zuvor war noch eine kostspielige Reparatur der Schieferdaches vorgenommen worden. Am 1. April 1976 wurde Stará Ves u Bílovce nach Bílovec eingemeindet. Beim Zensus von 2001 lebten in den 172 Häusern von Stará Ves 564 Personen.

## Ortsgliederung
Der Ortsteil Stará Ves besteht aus den Grundsiedlungseinheiten Stará Ves (Altstadt) und Požaha (Poschaha bzw. Waldheim).
Stará Ves bildet den Katastralbezirk Stará Ves u Bílovce.

## Sehenswürdigkeiten
- Kirche Jakobus des Älteren, sie entstand im 15. Jahrhundert. Ihre barocke Gestalt erhielt sie 1714.
- Hölzerne Windmühle, westlich des Dorfes an der Gemarkungsgrenze bei Horní Nový Dvůr
- Sühnekreuz vor dem Haus Nr. 19, es stammt aus dem 17. Jahrhundert
- Mehrere Hofkapellen
- Ehemaliger Gedenkstein für die Gefallenen des Ersten Weltkrieges, enthüllt 1923. Das von Josef Obeth geschaffene und durch eine Sammlung finanzierte Denkmal wurde nach dem Zweiten Weltkrieg abgerissen. Es war als Bildstock gestaltet, in dessen Marmorkopf vier Reliefs mit Antikriegsmotiven eingelassen waren. Anlässlich der 100. Wiederkehr des Kriegsausbruches erfolgte die Freilegung der Grundmauern des Gedenksteines.

## Söhne und Töchter des Ortes
- Rudolf Sokol (1887–1974), deutscher Landschaftsmaler